# Либия
Либия (на арабски: ‏ليبيا) е държава в Северна Африка, граничеща със Средиземно море на север, Египет на изток, Судан на югоизток, Чад и Нигер на юг, и Алжир и Тунис на запад. Столицата на Либия е Триполи. Само 2,5% от територията са земеделски обработваеми, но има значителни находища на нефт и природен газ.
Либия се дели традиционно на Триполитания, Киренайка и Фесан. В Древна Гърция Либия се употребява в по-широк смисъл, обхващащ цяла Северна Африка на запад от Египет. В някои случаи името се отнася дори за целия континент Африка.
С територия 1,8 млн. км2, от които 90% е пустиня, Либия е четвъртата страна по площ в Африка и 17-а в света. Столицата Триполи наброява 1,7 млн. души, а цялото население на страната е 5,7 млн. души.
Либия е на шесто място по брутен вътрешен продукт на глава от населението в Африка. Това се дължи на големите запаси от нефт и малкото население. През 2011 г. страната държи рекорд в съотношението на чуждестранни валутни резерви към БВП равняващо се на 2.71.

## География
Либия има територия от 1 759 540 km2, което я прави 17-ата по големина в света. Тя е малко по-малка от Индонезия и приблизително с големината на американския щат Аляска. Либия е рядко населена страна, чиято икономика разчита изцяло на големите нефтени запаси.
Либия има просторен излаз на Средиземно море, което оформя най-големият средиземноморски залив на Африка – Сидра. С дължина 1770 km либийският бряг е най-голям от всички страни, които граничат със Средиземноморие. В тясната и заблатена крайбрежна низина живее по-голямата част от населението на страната. На юг е обширна част от Сахара. Близо до границата с Чад се намират разклоненията на вулканското плато Тибести. В източната част на Либия и в Египет, до река Нил, се разпростира Либийската пустиня, с разпръснати оазиси, най-големият от които е Ал Куфра.

## История
Територията, позната днес като Либия, е била владение на различни народи, като финикийци, картагенци, гърци, римляни, вандали и византийци, които са управлявали цялата територия или само части от нея. Въпреки че гърците и римляните са оставили в наследство руини, като Лептис Магна и Сабрата има много малко други останки от тези древни култури.

### Праистория
Археологически доказателства от 8 хилядолетие пр.н.е. показват, че либийското крайбрежие е обитавано от хора от неолита, които можели да опитомяват едър рогат добитък и да култивират различни растения.

### Древна Либия
Либия е гръцката дума за Африка (макар в Античността да се отнася само за северната част).  
Гърците се заселват в източна Либия по препоръка на оракула от Делфи, когато изселници от пренаселения остров Тера тръгват да търсят нов дом в Северна Африка. През 631 пр.н.е. основават полиса Кирена. За по-малко от 200 години са основани още четири важни гръцки града, които образуват пентаполис – съюз на петте града. По същото време Триполитания е била провинция на Картаген. През 1 век, след като Триполитания за кратко е владение на Нумидия, крайбрежните територии са завладени от Рим.
Римляните обединяват двата региона и за повече от 400 години Триполитания и Киренайка стават проспериращи римски провинции. Римски руини като тези в Лептис Магна удостоверяват жизнеността на региона, където хората в по-големи и по-малки населени места се радват на удобствата на градския живот. Търговци и занаятчии от различни римски територии се установяват в Северна Африка, но животът в градовете в Триполитания напомня повече Картаген, а в Киренайка – същинска Гърция.

### Заселвания на араби, турци и италианци
Римските колонии Триполи и Киренайка са завладени от арабски мюсюлмани през 7 век. През Средновековието страната става център на пиратство, ограничено сериозно едва през 18-19 век с усилията на французи и американци.
През 1551 г. Либия е завладяна от османците. Към 19 век Либия се очертава все повече като независима османска провинция. През 1911 г., докато Османската империя се разпада, Италия нахлува (виж: Италиано-турската война) и поема управлението. Няколко години след Втората световна война Либия получава своята независимост като условие на Съюзническия мирен договор с Италия. Между 1951 и 1969 страната е монархия – кралство Либия, оглавено от крал Идрис.

### Джамахирия
От 1969 г. Либия се управлява от полковник Муамар ал-Кадафи, който идва на власт чрез държавен преврат, прекратява либийската монархическа традиция и основава република, известна като джамахирия. 
Кадафи отхвърля както съветския комунизъм, така и западния капитализъм, и заявява, че ще следва независим курс, описвайки себе си като защитник на „потиснатите народи“ и страните от Третия свят, стремящи се да отстояват независимостта си на международната сцена. 
Отношенията между САЩ и Либия се обтягат на 2 декември 1979 г., когато либийски тълпи нападат американското посолство в Триполи. Кадафи определя инцидента като „спонтанна демонстрация“ и отрича всякакво участие. През май 1980 г. САЩ оттегля всички свои дипломати от Либия, но не прекъсва дипломатическите си отношения със страната.
На 6 май 1981 г., повече от година след стъпването на власт на президент Роналд Рейгън, САЩ обвинява либийското правителство в подпомагане на международния тероризъм. Всички либийски дипломати са изгонени от САЩ и дипломатическите отношения с Либия са прекратени официално.
Администрацията на Рейгън разглежда Кадафи като нежелан играч на международната сцена, защото той поддържа палестинските терористични групи, подкрепя революционен Иран по време на войната (1980 – 1988) срещу Ирак и Саддам Хюсеин, и помага на различни революционни движения по целия свят, ръководени главно от сепаратистки терористични групи като Ирландската републиканска армия (ИРА), Родина и свобода на баските (ЕТА), Организацията за освобождение на Палестина (ООП) и др.
През март 1982 г. САЩ налага ембарго върху вноса на либийски нефт и върху износа на индустриални стоки към Либия, повечето от които били използвани за нефтената промишленост. Тези мерки не са последвани от Европа.
През 1973 г. Муамар Кадафи обявява по-голямата част от залива Сидра за либийски териториални води, като границата е условна права линия между гр. Бенгази и гр. Мисрата. Кадафи нарича тази „граница“ „Линия на смъртта“ и заплашва, че преминаването ѝ ще доведе до военен отговор. Тези териториални претенции не са признати и до днес, а в периода 1985 – 1986 г. довеждат до напрежение между САЩ и Либия – от американска страна в залива са проведени операциите Attain Document и Прериен огън (Prairie fire). При втората се стига до въоръжен сблъсък, при който са потопени две либийски корвети, а трета е тежко повредена.
На 14 април 1986 г., в отговор на два терористични атентата, за които е заподозряна Либия, Рейгън дава заповед за бомбардировки срещу наречените от него „терористични местоположения“ – Триполи и Бенгази. Проведена е операция Елдорадо каньон, жертвите при която са около 60 души (включително цивилни), измежду които и осиновената дъщеря на Кадафи, като целта е самият Кадафи, който по това време се укрива в маскировъчни палатки в Либийската пустиня. Бомбардировките са следствие главно на обвиненията на САЩ за либийско участие в бомбения атентат на 5 април в често посещаваната от американски служещи немска дискотека „Ла Бел“, взел 3 жертви.
Обединените нации налагат санкции срещу Либия през 1992 г. заради взривяването на Пан Ам 103 над шотландското градче Локърби, когато загиват общо 270 души. Атентатът над Локърби влошава допълнително изострените отношения на режима на Кадафи със Запада. Санкциите са отложени на 12 септември 2003 г., след като Либия се съгласява да поеме отговорността и да заплати 2,7 млрд. щатски долара на семействата на загиналите. Впоследствие, на 26 февруари 2004 г., ООН премахва 23-годишната забрана за пътувания до Либия. Въпреки това много други ограничения са все още в сила, като например някои икономически санкции и забраната на полети към Либия за американски самолети.
Либия притежава необичайна система на управление. Муамар ал-Кадафи твърди, че Либия е „същинска социалистическа държава“. Официалните институции на правителството не са съвсем ясни. Кадафи технически не е „президент“ или „министър-председател“, а се описва като един вид „водач“, който помага на либийския народ в постигането на социализма. За повечето хора по света той е „полковник Кадафи“. Либия не разполага с конституция, законите на страната идват от ислямското право и „Зелената книга“ по политическа философия на Кадафи. Формата на държавно управление в Либия се нарича джамахирия. Думата представлява модификация на арабската дума джумхурия (република), която може да се преведе като народна държава.
На практика обаче, Либия е под диктаторството на Кадафи, който е подпомаган от тесен кръг военни и политически служебни лица. Либия е многократно обвинявана в повсеместно неспазване на човешките права и държавно подпомаган тероризъм.
На 19 декември 2003 г. Либия признава, че притежава програма за оръжия за масово унищожение (ОМУ), и едновременно с това обявява намерението си да я прекрати и премахне всички ОМУ, като се съгласява да бъдат направени изненадващи проверки. Либия също се съгласява да ограничи дълго-полетните си ракети до 300 км. Съобщението е вследствие на тайни дипломатически преговори с Обединеното кралство и САЩ. На 7 март 2004 г., Белият дом потвърждава, че последните либийски съоръжения за атомни оръжия са пратени към САЩ.
По същото време се разкрива, че Либия тайно предава атомни технологии от Северна Корея към трети страни. Пакистан и Китай се назовават като сътрудници в тези програми. Преди това, според американски служебни лица, Египет придобива технологии директно от Пхенян, но САЩ блокира пратка с ракети през 2001. Въпреки това американските власти научават, че година по-късно Египет получава 24 ракетни двигатели „Родон“ от Северна Корея.
По време на посещението си в Либия на 23 февруари 2004 г. Мохамед Ел Барадей, генералният директор на Международната агенция по атомна енергия (МААЕ), прави следното изказване: „Все още се опитваме да изясним мрежата, да разберем дали други страни са получили [оръжейните] технологии и схеми за конструкция. Това естествено е от много важно значение за нас.“
От 19 февруари 2011 г. започват масови протести в цялата страна, които постепенно преминават в организирано въоръжено въстание, което прераства в гражданска война. Жестокото им потушаване от страна на Муамар Кадафи е осъдено от международната общност и от 19 март започва мащабна военна операция на Коалиционните сили с цел изпълняване на Резолюция 1973 на Съвета за сигурност на ООН за създаване на зона забранена за полети.

### Гражданска война в Либия
На 15 февруари 2011 г. започва бунт срещу диктаторския режим на Муамар Кадафи в Бенгази. Причината е, че е имало сблъсъци между силите за сигурност и протестиращи на същия ден. След около 10 дена Кадафи и Африканския съюз предлагат на опозиционния Национален преходен съвет да прекратят бойните действия, но никой не приема това предложение. Събитието вдигна на крак ООН, НАТО, Арабската лига, Франция, Великобритания и САЩ. След четиримесечни бомбардировки Националният преходен съвет (опозицията) превзема столицата Триполи. В помощ на опозицията се присъединяват НАТО, страните от Арабската лига и Швеция. На 20 октомври опозицията залавя избягалия Муамар Кадафи в родния му град Сирт, като непосредствено след това е убит. Последните му думи били: „Не ме убивайте, деца мои!“. На 23 октомври Националния преходен съвет слага край на войната.

### Либия след Муамар Кадафи
След поражението на силите, лоялни към режима на Муамар Кадафи, Либия бива разкъсана на парчета между отделни въоръжени милиции, които са свързани с различни региони, градове и племена. В същото време официалното правителство на Либия бива отслабено и не може да упражнява ефективно своята власт над страната. Конкуриращите се милиции са изправени един срещу друг в борбата за политическо надмощие. На 7 юли 2012 г. либийските граждани провеждат първите парламентарни избори след падането на режима на Муамар Кадафи. На 8 август Националния преходен съвет придава властта на новия Общ национален конгрес, който след това бива натоварен с формирането на временно правителство и изготвянето на нова либийска конституция, която трябва да бъде одобрена с общонароден референдум. На 25 август Ройтерс съобщава, че на територията на столицата Триполи с булдозери са извършени вандалски прояви от страна на ислямистки милиции върху суфистки джамии и гробове. Многобройни актове на вандализъм и унищожаване на историческо наследство са извършени от предполагаеми ислямистки милиции като разрушаването тежки британски обекти от втората световна война, които се намират в близост до Бенгази. Много други случаи на унищожаване и разграбване спрямо исторически места и обекти са извършени след падането на Муамар Кадафи, а много други обекти все още остават под опасност от разграбване към момента. На 11 септември 2012 г. ислямисти извършват въоръжено нападение срещу американското посолство в Бенгази, при което загина посланика на САЩ в Либия Кристофър Стивънс и трима други. Случаят генерира недоволство и в САЩ и в Либия.
На 7 октомври 2012 г. новоизбрания премиер на Либия Мустафа Абу Шакир бе свален, след като за втори път не успя да сформира кабинет. На 14 октомври 2012 г. Общия национален конгрес избира бившия член на конгреса и бивш адвокат по човешки права в Женева Али Зейдан за премиер. Зайед полага клетва, след като кабинетът бива одобрен от Общия национален конгрес. На 11 март 2014 г. след серия от скандали в които името му бива замесено в контрабанда на петрол, Али Зейдан се оттегля и бива заменен от Абдула ал Тани.
През юни 2014 г. в Либия се проведоха избори за Съвета на депутатите, който е нов законодателен орган, предназначен да поеме ръководството на Общия национален конгрес. Изборите биват помрачени от насилие и при ниска избирателна активност със затворени избирателни секции в някои области. Секуларистите и либералите получават добри резултати на изборите, докато ислямистките депутати от Общия национален конгрес се събират отново и настояват за продължаване на мандата на конгреса и отказват да признаят новия съвет на депутатите. Няколко дни по-късно въоръжени поддръжници на конгреса принуждават новоизбраните членове на парламента да избягат в пристанищния град Тобрук. От средата на 2014 г. Либия бива разкъсана от конфликта между съперничещите се парламенти. В същото време племенни милиции и джихадистки групировки се възползват от създалия се вакуум. В същата година радикални бойци на Ислямска държава в Ирак и Леванта превземат Дарина, а през 2015 г. град Сирт.
В началото на 2015 г. съседен Египет осъществи въздушни удари срещу ИДИЛ в подкрепа на правителството на Тобрук. През януари 2015 г. бяха проведени срещи в Женева с цел да се стигне до мирно споразумение между враждуващите фракции в Либия. Въпреки това представителите на Общия национален конгрес не участват в преговорите. В същото време тероризма в Либия постепенно се увеличи и засегна и съседни страни. Терористичната атака срещу музея Бардо в Тунис на 18 март 2015 г. според съобщенията е осъществена от двама обучени либийски бойци. През 2015 г. бяха проведени продължителни серии от дипломатически срещи, които са ръководени от испанския дипломат Бернардино Леон. През юли 2015 год Леон представя доклад за напредъка на преговорите, които в този момент са просто постигнато политическо споразумение на 11 юли, определящ цялостната рамка включително ръководни принципи, институции и вземането на решения, механизми за ръководене на прехода до приемане на постоянна конституция. Обявената цел на този процес е да завърши създаването на една модерна, демократична държава основана на принципа на върховенството на закона, разделение на властите и зачитане на човешките права. Съвета за сигурност на ООН посочва, че Либийският народ недвусмислено се изразяват в полза на мира. В доклада се подчертава, че Либия е в критичен етап и призовава всички страни в Либия да продължат да се ангажират конструктивно в процеса на диалог и се посочва, че само с диалог и политически компромис може да се осъществи този мирен преход. За целта са нужни координирани усилия в подкрепа на бъдещото правителство на националното съгласие. Преговорите продължават до средата на 2015 г. на най-различни международни локации, като най-значимата от тях се провежда в Мароко в началото на септември.
Също така през 2015 г. като част от подкрепата от страна на международната общност, Съветът на ООН по правата на човека поиска доклад за ситуацията в Либия. Така върховния комисар по правата на човека Зейл ал Хюсеин създава разследващ орган, който да докладва за възстановяването на съдебната система и спазването на човешките права в Либия.

## Административно деление
Либия се поделя на 32 шаб'бият (общини).
| 32-те общини са:                |                                 |  |
| 1 Адждабия                      | 17 Гат                          |  |
| 2 Ал Бутнан                     | 18 Гадамис                      |  |
| 3 Ал Хизам ал Ахдар             | 19 Гарян                        |  |
| 4 Ал Джебал ал Ахдар (Ал-Байда) | 20 Мурзук                       |  |
| 5 Ал Джифара                    | 21 Мизда                        |  |
| 6 Ал Джуфра                     | 22 Мистрата                     |  |
| 7 Ал Куфра                      | 23 Налут                        |  |
| 8 Ал Мардж                      | 24 Таджура Ва ал Навахи АлАрба' |  |
| 9 Ал Маргаб                     | 25 Тархуна Ва Мсалата           |  |
| 10 Ан Нугат ал Хумс             | 26 Тарабулус (Триполи)          |  |
| 11 Ал Губа                      | 27 Сабха                        |  |
| 12 Ал Вахат                     | 28 Сурт                         |  |
| 13 Аз Завия                     | 29 Сабрата Ва Сурман            |  |
| 14 Бенгази                      | 30 Вади ал Хаят                 |  |
| 15 Бени Валид                   | 31 Вади ал Шати                 |  |
| 16 Дерна                        | 32 Яфран                        |  |

## Икономика
Либийската икономика разчита основно на приходи от нефтопреработвателната промишленост, на които се падат над половината БВП и 97% от износа. Либия притежава най-големите нефтени залежи в Африка и има важен принос към глобалния запас на петрол.
Към края на 20. и началото на 21. век икономическото положение на страната е приблизително следното:
- Размер на външния дълг 4100 млн. USD (2000)
- Износ 13900 млн. USD (2000)
- Внос 7600 млн. USD (2000)
- Консумация на електричество 17577 млн. kWh (1999)
- Износ на електричество 0 kWh (1999)
- Внос на електричество 0 kWh (1999)
- Производство на електричество 18900 млн. kWh (1999)
- Процент произведено електричество от атомни електроцентрали 0 % (1999)
- БВП 45400 млн. USD
- БВП на глава от населението 8900 USD на глава от населението (2000)
- БВП – ръст 6,5 % (2000)
- Процент на селското стопанство в БВП 7 % (1997)
- Процент на промишлеността в БВП 47 % (1997)
- Процент на услугите в БВП 46 % (1997)
- Процент на работната сила в селското стопанство 17 % (1997)
- Процент на работната сила в промишлеността 29 % (1997)
- Процент на работната сила в услугите 54 % (1997)
- Процент безработни 30 % (2000)

През 2010 г., когато нефтът струва $80 за барел, нефтената промишленост е отговорна за 54% от БВП на страната. Освен петрол, други природни ресурси са природният газ и гипсът. Международният валутен фонд оценява растежа на БВП на Либия на 122% през 2012 г. и 16,7% през 2013 г., след 60-процентов спад през 2011 г.
Значителните приходи от енергийния сектор в комбинация със сравнително малобройното население дават на Либия едно от най-високите нива на БВП на глава от населението в Африка. Това дава възможност на Либия да предоставя високо ниво на социална сигурност, особено що се касае до жилища и образование.
Безработицата е нараснала от 8% през 2008 г. на 21%, според последното преброяване. Според доклад на Лигата на арабските държави с данни от 2010 г., безработицата при жените е 18%, докато при мъжете е 21%, което прави Либия единствената арабска страна, където има повече безработица сред мъжете, отколкото при жените. Либия има високи нива на социално неравенство, високи нива на безработица сред младежите и регионални икономически несъответствия. Доставките на вода също са проблем, като около 28% от населението няма достъп до безопасна питейна вода към 2000 г.
В началото на 1980-те години Либия е една от най-богатите страни в света, а нейният БВП на глава от населението е по-висок от този на някои развити страни.
През август 2011 г. е изчислено, че ще са нужни поне 10 години, за да се възстанови инфраструктурата на Либия. Дори и преди войната през 2011 г., инфраструктурата на страната е в лошо състояние, поради пренебрегване от страна на администрацията на Кадафи. Към октомври 2012 г. икономиката е възстановена от конфликта през 2011 г., като производството на нефт е вече на нормалните нива. Нефтопроизводството е над 1,6 милиона барела дневно преди войната. Към октомври 2012 г. средното нефтопроизводство е над 1,4 милиона барела на ден. Подновяването на производството на нефт е възможно, поради бързото завръщане на големи западни компании.

## Население и култура

### Състав
Населението на Либия е 6 036 914 души за 2007 година според изчисления на ЦРУ. От тях 166 510 са чуждестранни работници. Средната гъстота е 3,3 жит. на км2 в двата северни региона Триполитания и Киренайка и по-малко от един човек на квадратен километър в другите части на страната. Либия е една от най-малко населените страни спрямо големината на територията си. 90% от населението живее на 10% от територията ѝ, най-вече по крайбрежието. 
Повече от половината население живее в градовете, като е концентрирано най-вече в двата най-големи града Триполи и Бенгази. Местните либийци са смес между берберите и по-късно дошлите араби. Естественият прираст е 2,262%. Средната продължителност на живота при мъжете е 74,64 г., а при жените – 79,23 г.
По религиозен състав мнозинството са мюсюлмани – 98,8% (от тях сунити – 98,4 %, ибадити – 1,6 %), християни – 1,1 % (католици и православни). Градско население – 88 % Има малки етнически групи, като туареги (берберски народ) и тебу, който водят номадски или полуномадски начин на живот. Други чуждестранни граждани са араби от близките африкански страни (най-вече египтяни и туниси) и африканци от Субсахарска Африка. Арабите и берберите съставляват 97% от населението, другите 3% са: гърци, малтийци, италианци, египтяни, афгани, турци, индийци и африканци от Субсахарска Африка. Все пак са включени само легалните граждани, а страната е известна с това, че е дом на много нелегални африканци, като според някои източници броят им е около 1 милион.

### Култура
Говоримият език в Либия е арабски, който е и официален. Тамазигт (Берберски език) е говорен от берберите, но няма статут на официален за страната. Берберите живеят основно в Триполитанския регион, град Зуларах и някои оазиси. В големите градове се говори и на английски и италиански език, но предимно от по-възрастното население.
Семейният живот е важен за либийците, повечето от тях живеят в апартаменти и други самостоятелни жилища, като това зависи от дохода и имуществото им. Въпреки че местните араби обикновено водят номадски живот и живеят в палатки, сега много от тях са се установили в градовете за постоянно. поради това предишният им начин на живот постепенно изчезва. Малък брой либийци все още водят такъв начин на живот в пустинята. Голяма част от населението е заето в сферите на индустрията и услугите и по-малка част се препитава от земеделие.

### Образование
1,7 млн. от населението на Либия са ученици, като 270 000 следват висше образование. Образованието в Либия е безплатно за всички граждани, и е задължително до гимназиалното ниво. Грамотността в страната е най-високата в Африка, 82% либийци могат да четат и пишат. След независимостта на джамахирията от 1951 година е основан първият университет в Бенгази. За академичната година 1975/76 броят на студентите е 13 418. Към 2004 г. броят им е над 200 000 с допълнителни 70 000 записани в техническия и професионален сектор. Рязкото увеличение на броя на студентите е свързано с увеличението на броя на висшите учебни заведения. От само два през 1975 г. сега броят им е 84 (12 от тях са обществени). Висшето образование в страната се финансира от обществения бюджет. За 1998 г. 38,2% от националния бюджет е разпределен за образование. Това е един от най-високите проценти, отделяни за образование в света.